# Omar (série télévisée)
Pour les articles homonymes, voir Omar.
Omar ibn al-Khattab (arabe : عُمَرْ) ou Omar Al-Farouq (persan : عمر فاروق), est une série télévisée historico-dramatique qui a été produite et diffusée par MBC 1 et réalisée par Hatem Ali. Co-produite par Qatar-TV, la série est basée sur la vie d'Omar ibn al-Khattâb, second calife de l'islam. La série est composée de 31 épisodes tournés en 300 jours qui ont été diffusés au mois de Ramadan, à partir du 20 juillet 2012.
La série a dû faire face à une grande controverse en raison des représentations d'Omar, Abou Bakr, Othman et Ali ibn Abi Talib, les 4 califes bien guidés (appelés Rachidoune), ainsi que d'autres personnages, qui pour une partie des musulmans, ne devraient pas être représentés, de la même manière que le Prophète de l'islam, Muhammad.

## Budget et tournage
La série, qui aura coûté 200 millions de riyal saoudiens, fut filmée au Maroc, principalement à Ouarzazate, Tanger, El Jadida, Casablanca et Mohammédia. Elle fut diffusée sur MBC 1, doublée en plusieurs langues. La série reçut un grand soutien de nombreux organismes et personnes savantes. Selon les producteurs, c'est la plus grande production télévisuelle arabe jamais réalisée, regroupant 30 000 acteurs et techniciens de 10 pays.
Elle n'a pas fait face à la critique en termes de contenu, comme la plupart des autres réalisations d'œuvres cinématographiques. Le récit a été validé par des dignitaires religieux, en particulier,, Youssef Al-Qaradaoui.

## Épisodes
Les épisodes de la série couvrent les événements historiques importants.
| 01 | Omar pendant sa jeunesse   |
| 02 | Début de l'Islam           |
| 03 | Abu Lahab                  |
| 04 | Affaires de famille        |
| 05 | Tortures et persécutions   |
| 06 | Bilal ibn Rabah            |
| 07 | Hégire en Abyssinie        |
| 08 | Omar embrasse l'Islam      |
| 09 | Boycott                    |
| 10 | Hégire à Yathrib           |
| 11 | Bataille de Badr           |
| 12 | Revanche                   |
| 13 | Bataille d’Uhud            |
| 14 | Bataille de la Tranchée    |
| 15 | Premier pèlerinage         |
| 16 | Conquête de La Mecque      |
| 17 | Mort du Messager de Dieu   |
| 18 | Premier calife             |
| 19 | Guerre d'apostasie         |
| 20 | Bataille d'Al-Yamama       |
| 21 | Conquête de la Perse       |
| 22 | Deuxième calife            |
| 23 | Bataille du Yarmouk        |
| 24 | Conquête du Levant         |
| 25 | Omar et ses sujets         |
| 26 | Conquête de Damas          |
| 27 | Bataille d'al-Qadisiyya    |
| 28 | Conquête de Jérusalem      |
| 29 | Année de famine            |
| 30 | Conquête de l'Égypte       |
| 31 | Mort d’Omar ibn al-Khattab |

## Distribution
| - Samer Ismail : Omar ibn al-Khattâb (acteur) - Assad Khalifa : Omar ibn al-Khattâb (voix de l'acteur) - Ghassan Massoud : Abou Bakr As-Siddiq - Tamer Al-Arbeed : Othmân ibn Affân - Ghanem Zarli : Ali ibn Abi Talib - Faisal Al-Omairi as Bilal ibn Rabah - Alaa' Rashidi : Ammar ibn Yassir - Rafi Wahba : Jaafar ibn Abi Talib - Abdullah Sheikh Khamees : Yasir ibn Amer - Baha' Tharwat : Abu Hudhayfa ibn Utba - Abdel-Aziz Makhioun : Abû Tâlib - Mohamed Miftah : Hamza ibn Abd al-Muttalib - Ahmed Mansour as Abd ar-Rahmân ibn `Awf - Mahmoud Khalili : Abu Ubayda ibn al-Djarrah - Suhail Jbaei : Sa`d ibn Abi Waqqas - Mehyar Khaddour : Khalid ibn al-Walid - Qasim Melho : Amr ibn al-As - Hicham Bahloul : Ikrimah ibn Abi Jahl - Yazan Al-Sayed : Al-Qa'qa'a ibn Amr at-Tamimi - Fethi Haddaoui : Abu Sufyan ibn Harb - Yassine Ben Gamra : Bahan (Chef de l'armée romaine) - Jawad Al-Shakrji : Abu Jahl - Fayez Abu Dan : Abu Lahab - Hassan Al-Jundi : Utbah ibn Rabi'ah - Rafiq Al-Subaiei : Waraqa ibn Nawfal - Ghazi Hussein : Umayyah ibn Khalaf - Jalal Altawil : Salman al Farisi - Zied Touati : Wahshi ibn Harb - Basem Dakak : Walid ibn Utbah - May Skaf : Hind bint 'Utba - Bernadette Hudeib : Rayhana bint Zayd - Fadi Sbeeh : Safwan ibn Umayya - Mohammad Haddaqi : Umair ibn Wahb - Nadera Imran : Sajah bint Al-Harith - Khaled Al-Qaish : Ayyash ibn Abi Rabiah | - Abdel-Salam Bu Husseini : Abdullah ibn Suhayl - Majd Fadha : Abu Jandal ibn Suhayl - Jaber Joukhdar : Abdullah ibn Masud - Ghazwan Al-Safadi : Walid ibn Al-Walid - Mahmoud Nasr : Zayd ibn al-Khattab - Alfat Omar : Atika bint Zayd - Siham Aseef : Layla bint al-Minhal - Najah Safkouni : Suhayl ibn Amr - Abdel-Karim Al-Qawasmi : Walid ibn al-Mughira - Rami Khalaf : Saïd ibn Zayd - Yousef Al-Muqbil : Uyaynah ibn Hasn Al-Fazari - Ghassan Azb : Huyayy ibn Akhtab - Riyadh Wrdiyani : Ibn Salul - Nasser Wrdiyani : Khattab ibn Nufayl - Mouna Wasef : Al-Shifa' bint Abdullah - Abdel-Hakim Quteifan : Malik ibn Nuwayrah - Mohannad Quteish : Al-Muthanna ibn Haritha - Faten Shahin : Oumm Djémil - Andre Skaff : Suraqa bin Malik - Fatimah Saad : Sumayyah bint Khayyat - Yasser Abdel-Lattif : Sahama - Qamar Murtadha : Salma Umm-ul-Khair - Nasr Shama : Uthman Abu Quhafa - Murshad Dergham : Mughira ibn Shu'ba - Randy Halabi : Yazid ben Abi Sufyan - Omar Azouzi : Al-'As ibn Wa'il - Areej Khaddour : Fatimah bint al-Khattab - Amn Al-Arned : Salim mawla Abi Hudhayfa - Amer Ali : Yazdgard III - Iyad Abu Al-Shamat : Hormuzan - Mohammad Al Rashi : Pirouz Nahavandi - Suzan Najm Aldeen : Bûrândûkht - Juliet Awad : Al-H̠ansā’ - Mohammad Quri'ah : Héraclius |